# Cal Schenkel
Cal Schenkel (Willow Grove, Pennsylvania, 27 januari 1947) is een Amerikaans graficus, schilder, illustrator en platenhoesontwerper. Hij staat vooral bekend om zijn werk voor Frank Zappa.

## Biografie
Schenkel volgde één semester aan de Philadelphia College of Art, maar verliet de school om zelfstandig een carrière als kunstenaar uit te bouwen. In 1967 werd hij door Sandy Hurvitz aan Frank Zappa voorgesteld. Schenkel ontwierp voor hem de hoes van zijn album We're Only In It For The Money (1968), die een parodie was op de hoes van Sgt. Pepper's Lonely Hearts Club Band door The Beatles. Schenkel bouwde de plaaster figuren, hielp bij het opstellen van de set en stelde het collage op de achtergrond samen. 
In de loop der jaren ontwierp hij de hoezen van heel wat Zappa-albums, waaronder Cruising with Ruben & the Jets, Uncle Meat, Hot Rats, Burnt Weeny Sandwich, Chunga's Revenge, Fillmore East - June 1971, 200 Motels, Just Another Band from L.A., Waka/Jawaka, The Grand Wazoo, Over-Nite Sensation, Apostrophe ('), Roxy & Elsewhere, One Size Fits All, Bongo Fury, Zoot Allures, Tinseltown Rebellion, Does Humor Belong in Music?, The Best Band You Never Heard in Your Life, Playground Psychotics, Ahead of Their Time, Cheap Thrills, Mystery Disc, Son of Cheep Thrills, en de "Threesome"-reeks. Zijn ontwerp voor Burnt Weeny Sandwich was oorspronkelijk bedoeld voor een Eric Dolphy-album. 
Schenkel ontwierp ook hoezen voor artiesten die voor Zappa en Herb Cohen's label Straight Records werkten, waaronder Tom Waits, Tim Buckley en Captain Beefheart. Voor laatstgenoemde fotografeerde Schenkel de hoes van het album Trout Mask Replica (1969). Hij kocht de vissenkop die Beefheart op de hoes tegen zijn hoofd houdt. 
Schenkel was ook productiedesigner en animator voor Zappa's film 200 Motels (1971). De track "For Calvin (And His Next Two Hitch-Hikers)" (uit The Grand Wazoo) is naar Schenkel vernoemd.
In de tweede helft van de jaren 70 begon Schenkel via postorder te werken. 

## Meer informatie
- Cal Schenkel's Website

- Gemeinsame Normdatei: 129587788
- International Standard Name Identifier: 0000 0000 2047 4191
- MusicBrainz: b7f9c3fb-4a53-4442-b26a-0d60468b30b9
- Virtual International Authority File: 15852678
- WorldCat: E39PBJckR6p4xPdmj8yFfR8cT3